# リアファン
リアファン (Lear Fan) はイギリスの競走馬、および種牡馬。いとこにアリシーバがいる。

## 競走馬時代
2歳時の1983年にニューマーケット競馬場で競走馬デビューし、デビュー戦で初勝利を挙げた。次走も勝利し、デビュー3戦目にはシャンペンステークス (G2) を制して重賞競走初勝利を挙げた。
3歳時の1984年は、休養明け初戦となった4月のクレイヴァンステークス (G3) を、レインボークエストを相手に勝利して重賞競走2勝目を挙げる。続くG1競走初挑戦となった2000ギニーはエルグランセニョールの3着に敗れ、デビュー戦以来の連勝は4でストップした。
次走ジャックルマロワ賞を制してG1競走初勝利を挙げ、続くムーランドロンシャン賞で2着となったあとにアメリカ合衆国への遠征を行い、この年から創設されたブリーダーズカップ・マイルに出走した。3番人気に支持されるものの7着に終わり、この競走を最後に競走馬を引退した。

## 種牡馬時代
1985年から生まれ故郷でもあるアメリカへ戻り、ゲインズウェイファームで種牡馬入りした。そして2004年10月に繁殖能力低下のため23歳で種牡馬を引退することが発表され、種牡馬引退後も功労馬としてゲインズウェイファームで繋養されていた。しかし2008年7月7日に老衰により27歳で死亡した。
産駒はサイクストンやルーソリテールなどが後継種牡馬となっており父系を繋げることに成功している。
日本にも産駒が輸出されており、1998年のNHKマイルカップで2着となるなどしたシンコウエドワードが代表的である。ほかにも外国馬としてアメリカから参戦したサラファンが2002年のジャパンカップで2着となっている。

### 主な産駒
- Sikeston / サイクストン（1986年生、1988年グランクリテリウム (イタリア)、1989年パリオーリ賞・1990年ヴィットリオディカプア賞、1991年ヴィットリオディカプア賞・イタリア共和国大統領賞・ローマ賞、1992年イタリア共和国大統領賞、種牡馬）
- Loup Solitaire / ルーソリテール（1993年生、1995年フランスグランクリテリウム）
- Ryafan / ライアファン（1994年生、1996年マルセルブサック賞、1997年クイーンエリザベス2世チャレンジカップ・イエローリボンステークス・メートリアークステークス）
- シンコウエドワード（1995年生、1998年NHKマイルカップ2着、2001年東京新聞杯2着）
- Sarafan / サラファン（1997年生、2002年エディーリードハンデキャップ・ジャパンカップ2着）
- Good Ba Ba / グッドババ（2002年生、2007年香港マイル、2008年チャンピオンズマイル）

### 主な本馬が母父である競走馬
- Kitten's Joy / キトゥンズジョイ（2001年生、2004年トロピカルパークダービー・パームビーチステークス・アメリカンターフステークス・コモンウェルスダービー・セクレタリアトステークス・ジョーハーシュ・ターフクラシック招待、2005年ファイアークラッカーハンデキャップ（現ワイズダンステークス）、種牡馬）

## 血統表
| リアファンの血統ロベルト系 / Nasrullah 4×4=12.50%、Nearco 5×5×5=9.38%、Blue Larkspur 5×5=6.25%、Sir Gallahad III・Bull Dog 5×5=6.25% | リアファンの血統ロベルト系 / Nasrullah 4×4=12.50%、Nearco 5×5×5=9.38%、Blue Larkspur 5×5=6.25%、Sir Gallahad III・Bull Dog 5×5=6.25% | リアファンの血統ロベルト系 / Nasrullah 4×4=12.50%、Nearco 5×5×5=9.38%、Blue Larkspur 5×5=6.25%、Sir Gallahad III・Bull Dog 5×5=6.25% | （血統表の出典）   | （血統表の出典） |
| 父 Roberto 1969 鹿毛 | 父の父Hail to Reason 1958 黒鹿毛 | Turn-to | Royal Charger      | Royal Charger    |
| 父 Roberto 1969 鹿毛 | 父の父Hail to Reason 1958 黒鹿毛 | Turn-to | Source Sucree      |                  |
| 父 Roberto 1969 鹿毛 | 父の父Hail to Reason 1958 黒鹿毛 | Nothirdchance | Blue Swords        | Blue Swords      |
| 父 Roberto 1969 鹿毛 | 父の父Hail to Reason 1958 黒鹿毛 | Nothirdchance | Galla Colors       |                  |
| 父 Roberto 1969 鹿毛 | 父の母Bramalea 1959 黒鹿毛 | Nashua | Nasrullah          | Nasrullah        |
| 父 Roberto 1969 鹿毛 | 父の母Bramalea 1959 黒鹿毛 | Nashua | Segula             |                  |
| 父 Roberto 1969 鹿毛 | 父の母Bramalea 1959 黒鹿毛 | Rarelea | Bull Lea           | Bull Lea         |
| 父 Roberto 1969 鹿毛 | 父の母Bramalea 1959 黒鹿毛 | Rarelea | Bleebok            |                  |
| 母 Wac 1969 鹿毛 | 母の父Lt.Stevens 1961 鹿毛 | Nantallah | Nasrullah          | Nasrullah        |
| 母 Wac 1969 鹿毛 | 母の父Lt.Stevens 1961 鹿毛 | Nantallah | Shimmer            |                  |
| 母 Wac 1969 鹿毛 | 母の父Lt.Stevens 1961 鹿毛 | Rough Shod | Gold Bridge        | Gold Bridge      |
| 母 Wac 1969 鹿毛 | 母の父Lt.Stevens 1961 鹿毛 | Rough Shod | Dalmary            |                  |
| 母 Wac 1969 鹿毛 | 母の母Belthazar 1960 黒鹿毛 | War Admiral | Man o'War          | Man o'War        |
| 母 Wac 1969 鹿毛 | 母の母Belthazar 1960 黒鹿毛 | War Admiral | Brushup            |                  |
| 母 Wac 1969 鹿毛 | 母の母Belthazar 1960 黒鹿毛 | Blinking Owl | Pharamond          | Pharamond        |
| 母 Wac 1969 鹿毛 | 母の母Belthazar 1960 黒鹿毛 | Blinking Owl | Baba Kenny F-No.20 |                  |